# Radio Savona Sound
Radio Savona Sound è stata una radio libera, la prima in Liguria, durata per 44 anni, che iniziò le trasmissioni nel 1975 con il nome di Radio Savona Libera.

## Storia
Viene fondata a Savona nella primavera del 1975 da un gruppo di studenti del liceo scientifico composto da Sandro Salvatore, Alfonso "Alfa" Amodio, Roberto Mortillaro e Massimo Botta.
I primi speakers furono Claodin Do Giabbe, Leda, Ciccio Clemente, Super Giulio, Cicci, Maurizio, Zarin, Marco, Cinzia, Katia, Maria Assunta, Enrico Fulvio, Massimo, Giulia, Monica, Armando, Sabrina. Altri collaboratori sono stati Mauro Ronconi e Mario Scaglia.
Tra le trasmissioni storiche dell'emittente: Gold Music Box (contenitore non-stop di brani rari o comunque molto poco noti della discografia italiana di tutti i tempi), Noir is Rock (trasmissione di giallistica e rock) e Mister Rock (sulle band storiche nazionali e locali, con attenzione al genere prog), oltre all'informazione locale,
Nel 2017 la speaker di Radio Savona Sound Sabrina Calcagno vince il Festival Internazionale Voci nell'ombra.
Dopo 40 anni di storia, l'emittente inizia ad avere problemi di autosostentamento, e iniziano a circolare voci di cessione delle frequenze, Le offerte dei grossi network nazionali ricevono decisi rifiuti, in coerenza con l'origine "libera" e anche "libertaria" dell'emittente. Per qualche anno viene data come invece molto plausibile la cessione-fusione con la vicina Radio Onda Ligure 101, ma la trattativa infine fallisce. Nel febbraio 2019, con l'avvento del nuovo editore Marco Fiore, l'emittente cambia il nome in Radio 104 (la frequenza su cui trasmetteva storicamente), e abbandona il nome storico di "Savona Sound".